# Santa Teresa del Tuy
Santa Teresa del Tuy é uma cidade da Venezuela localizada no estado de Miranda. Santa Teresa del Tuy é a capital do município de Independencia.